# Whom the Gods Destroy (film 1916)
Whom the Gods Destroy è un film muto del 1916 prodotto dalla Vitagraph, diretto da James Stuart Blackton, Herbert Brenon, William P.S. Earle.
Il film, interpretato da Alice Joyce e da Harry T. Morey, venne distribuito nelle sale dalla Greater Vitagraph il 18 dicembre 1916.

## Trama
Due amici sono innamorati ambedue della stessa ragazza: uno è un patriota irlandese, l'altro un ufficiale della Marina britannica.

## Produzione
Alice Joyce, dopo un periodo di inattività di due anni, ritornò al cinema con questo film, il primo che l'attrice girava per la Vitagraph.

## Distribuzione
Il film fu distribuito nelle sale statunitensi dalla Greater Vitagraph il 18 dicembre 1916.
Basato in qualche misura sul caso di Sir Roger Casement, un patriota irlandese impiccato dagli inglesi per aver chiesto alla Germania di sostenere la lotta irlandese contro il governo britannico, il film fu accusato di essere filo-inglese dagli irlandesi che ne boicottarono le proiezioni, mentre le autorità britanniche lo avevano vietato, considerandolo filo-irlandese.
Attualmente, il film è considerato perduto.